# Тирзская волость
Ти́рзская волость (латыш. Tirzas pagasts) — одна из четырнадцати территориальных единиц Гулбенского края Латвии. Находится в Верхнегауйском понижении Видземской возвышенности и частично в районе Гулбенского вала Алуксненской возвышенности на северо-востоке страны.
Граничит с Друвиенской, Лизумской, Леясциемской, Галгаускской и Яунгулбенской волостями своего края, а также с Цесвайнской волосью Цесвайнского края.
Наиболее крупные населённые пункты Тирзской волости: Тирза (волостной центр), Вецадулиена, Виране, Трошкас, Яунадулиена, Бранти, Алсупес, Дартиня, Индрани, Яунтирза, Калвиши, Лиепас, Мацитаймуйжа, Пельни, Веверстики.
По территории волости протекают реки: Аудилите, Алкшнюпите, Азанда, Госупе, Ислиня, Кивене, Тирза, Виране.
Крупные водоёмы: озёра Лиелайс Виранес, Мазайс Виранес, Адулиенас.
Наивысшая точка: 186,7 м.
Национальный состав: 93,5 % — латыши, 3,1 % — русские, 1,3 % — поляки, 1 % — украинцы, 1 % — белорусы.
Волость пересекает автомобильная дорога Цесвайне — Велене и железнодорожная линия Иерики — Гулбене (железнодорожная станция Тирза; пассажирское движение прекращено в 2000 году).

## История
В XII веке земли нынешней Тирзской волости входили в состав латгальской исторической области Талава. В дальнейшем они оказались во владении Рижского архиепископа (XIII век), отходили к Польше (XVI век), Швеции (XVII век) и Российской империи (XVIII век). На территории волости в XIX веке находились Яунадулиенское, Тирзское и Вецадулиенское поместья, а также Дартское, Индранское, Яунтирзское и Морское полупоместья.
В 1688 году была открыта Тирзская приходская школа, в 1869 году — Тирзская волостная школа. С 1839 года начала работать первая библиотека. В начале XX века в волости работали 2 мельницы, 3 кирпичных завода и 2 гончарных мастерских.
В 1935 году территория Тирзской волости составляла 79 км², в ней проживало 1578 человек.
После Второй мировой войны были организованы несколько колхозов, позднее объединившиеся в колхозы «Тирза» и «Виране», ликвидированные в начале 1990-х.
В 1945 году в волости были образованы Тирзский и Упмальский сельские советы. В 1949 году произошла отмена волостного деления и Тирзский сельсовет входил в состав Цесвайнского (1949—1956) и Гулбенского (после 1956) районов.
В 1951 году к Тирзскому сельсовету был присоединён ликвидированный Упмальский сельсовет. В 1954 году — территория колхоза «Большевик» Виранского сельсовета. В 1977 году — часть ликвидированного Синолского сельсовета.
В 1990 году Тирзский сельсовет был реорганизован в волость. В 2009 году, по окончании латвийской административно-территориальной реформы, Тирзская волость вошла в состав Гулбенского края.
К началу 2010-х годов в волости находились более 10 экономически активных предприятий, Тирзская начальная школа, Дом культуры, библиотека, амбулатория, центр охраны здоровья и оказания социальной помощи, аптека, почтовое отделение.

## Известные уроженцы и жители
- Детлав Бранткалн (1898—1979) — советский военачальник.
- Лудольф Либертс (1895—1959) — латвийский художник и сценограф.
- Андриевс Ниедра (1871—1942) — латвийский политик, писатель, публицист, пастор лютеранской церкви.